# حزب ذوي الاحتياجات الخاصة
حزب الأشخاص ذوي الاحتياجات الخاصة ( الفرنسية: Parti pour les gens qui ont des besoins spéciaux) هو حزب سياسي صغير في أونتاريو بكندا تأسس في عام 2007 وشارك في الانتخابات الإقليمية لعام 2007. رشح الحزب مرشحين اثنين الزعيم دانيش أحمد في وسط تورنتو وجون روبينو في ترينيتي-سبادينا ولم يفز أي منهما.
تأسست شبكة بيه بيه أس أن بعد تغيير في القواعد المتعلقة بالاعتراف الرسمي بالأحزاب، حيث كان مطلوبًا من الأحزاب ترشيح اثنين فقط لتُسجل على عكس المتطلب السابق المتمثل في ترشيح المرشحين في نصف جميع الدوائر الانتخابية. وكان هدف الحزب هو التركيز على احتياجات الأشخاص ذوي الإعاقة. لكن فشل الحزب في الفوز بأي مقاعد في الانتخابات العامة في أونتاريو عام 2022.

## نتائج الانتخابات
| سنة الانتخابات | عدد إجمالي الأصوات | ٪ للمجموع الكلي | عدد المرشحون يترشحون | عدد المقاعد التي فاز بها | +/ − | الحكومة |
| -------------- | ------------------ | --------------- | -------------------- | ------------------------ | --- | ------- |
| 2007           | 502                | 0.01            | 2                    | 0 / 107                  | style="background:#FFC7C7; vertical-align: middle; text-align: center; " class="table-no" \| Extra-parliamentary |         |
| 2011           | 667                | 0.02            | 4                    | 0 / 107                  | style="background:#FFC7C7; vertical-align: middle; text-align: center; " class="table-no" \| Extra-parliamentary |         |
| 2014           | 709                | 0.01            | 3                    | 0 / 107                  | style="background:#FFC7C7; vertical-align: middle; text-align: center; " class="table-no" \| Extra-parliamentary |         |
| 2018           | 631                | 0.01            | 5                    | 0 / 124                  | style="background:#FFC7C7; vertical-align: middle; text-align: center; " class="table-no" \| Extra-parliamentary |         |
| 2022           | 290                | 0.01            | 2                    | 0 / 124                  | style="background:#FFC7C7; vertical-align: middle; text-align: center; " class="table-no" \| Extra-parliamentary |         |
| 2025           | 397                | 0.01            | 2                    | 0 / 124                  | style="background:#FFC7C7; vertical-align: middle; text-align: center; " class="table-no" \| Extra-parliamentary |         |

## الملاحظات
1. ↑  "Registered Political Parties in Ontario". Elections Ontario. 28 سبتمبر 2007. مؤرشف من الأصل في 2007-10-11.
2. ↑  "Registered Candidate's Contact Information". Elections Ontario. 27 سبتمبر 2007. مؤرشف من الأصل في 2007-10-11.
3. ↑  "Interest in Ontario's vote on electoral reform picking up: officials". الأنباء الكندية. 19 سبتمبر 2007. اطلع عليه بتاريخ 2007-09-30.

## روابط خارجية
- حفل لذوي الاحتياجات الخاصة (نسخة مؤرشفة مارس ٢٠٢١)